# Alfred Landé
Alfred Landé (Elberfeld, 13 dicembre 1888 – Columbus, 30 ottobre 1976) è stato un fisico tedesco-statunitense.
Noto per il suo contributo alla meccanica quantistica, ha introdotto il fattore di Landé e fornito una spiegazione dell'effetto Zeeman anomalo.

## Biografia
Figlio primogenito di una coppia di politici socialdemocratici di origini ebraiche, nel 1908 Landé cominciò gli studi universitari in matematica e fisica. Nel 1913 Arnold Sommerfeld, con il quale stava preparando la sua tesi di dottorato, lo inviò all'Università di Gottinga assegnandogli l'incarico di assistente speciale di David Hilbert. Qui conobbe Max Born oltre ad altri scienziati tra cui Paul Bernays, Niels Bohr, Richard Courant, Felix Klein, Edmund Landau, Hendrik Lorentz e Ludwig Prandtl. Nel 1914, due settimane prima dello scoppio della prima guerra mondiale, ottenne il dottorato all'Università di Monaco discutendo la tesi Sul metodo delle vibrazioni nella teoria quantistica.
Durante il periodo della guerra Landé si unì alla Croce Rossa prestando due anni di servizio sul fronte orientale, prima di essere invitato da Max Born a seguirlo nella sezione scientifica dell'esercito impegnata nella localizzazione dell'artiglieria tramite misure del suono. Oltre a ciò i due esaminarono le forze coesive e la compressibilità dei cristalli, giungendo alla conclusione che le traiettorie degli elettroni negli atomi non descrivevano affatto un'orbita come fanno i pianeti, come invece si credeva in quel tempo. Landé si dedicò intensamente allo studio della struttura atomica in quegli anni. Nel 1916 Sommerfeld iniziò ad applicare la nuova teoria atomica per elaborare una regola di quantizzazione generale. Il lavoro di Landé sulle traiettorie cubiche e tetraedriche degli elettroni ("atomi cubici") divenne di grande interesse per Sommerfeld, Peter Debye e Bohr. La collaborazione con Born, inoltre, lo portò alla formulazione dell'equazione di Born-Landé per il calcolo dell'energia reticolare.
Dopo la fine della prima guerra mondiale Landé volse improvvisamente i suoi interessi sulla spettroscopia, insegnando nel frattempo musica per guadagnarsi da vivere. Cominciò a indagare sul problema degli atomi a molti elettroni, concentrandosi sul caso più semplice rappresentato dallo spettro dell'elio. Lo spettro, già esaminato sperimentalmente da Friedrich Paschen, non aveva ancora ricevuto una interpretazione teorica. Le sue ricerche lo condussero, nel 1921, all'introduzione del fattore di Landé e a fornire una spiegazione dell'effetto Zeeman anomalo. L'anno precedente Landé ottenne anche l'abilitazione dall'Università di Francoforte sul Meno.
Nel 1922, sotto la spinta di Paschen, Landé divenne professore straordinario di fisica teorica all'Università di Tubinga. Lo stesso anno sposò Elisabeth Grünewald, con la quale ebbe in seguito due figli (Arnold fu un chirurgo a Minneapolis, mentre Carl insegnò scienze politiche). Nel 1923 enunciò la regola dell'intervallo di Landé, la quale afferma che se le interazioni spin-orbita di un elettrone sono deboli, allora le differenze di energia tra due successivi livelli J sono proporzionali al valore maggiore. Verso la metà degli anni 1920 intraprese una serie di indagini sulla quantizzazione della radiazione elettromagnetica, soffermandosi sull'emissione spontanea e su quella indotta.
Nel semestre autunnale del 1929 Landé fu invitato a tenere delle lezioni presso l'Università statale dell'Ohio a Columbus, negli Stati Uniti d'America. Dopo il suo secondo soggiorno negli USA, nel 1931, con la contemporanea ascesa al potere del nazismo, si stabilì definitivamente oltreoceano dedicandosi principalmente all'insegnamento e alla pubblicazioni di libri inerenti alla meccanica quantistica. Suo padre Hugo, fuggito in Svizzera, si tolse la vita nel 1936. Alfred venne poi raggiunto dalle sorelle Charlotte ed Eva, mentre suo fratello Franz fu ucciso ad Auschwitz nel 1942.
Dopo il 1954, e per il resto della sua vita, Landé si oppose energicamente all'interpretazione di Copenaghen della meccanica quantistica, largamente condivisa dagli altri scienziati. Egli sostenne che il dualismo onda-particella fosse una rappresentazione errata e non necessaria dei processi quantistici, sviluppando una nuova formulazione di particella unitaria senza il riferimento dualistico alle onde. Questa sua nuova formulazione si basò su principi non quantistici di simmetria e invarianza.